# Nymphidium caricae
Nymphidium caricae är en fjärilsart som beskrevs av Carl von Linné 1758. Nymphidium caricae ingår i släktet Nymphidium och familjen Riodinidae. Inga underarter finns listade i Catalogue of Life.

## Bildgalleri

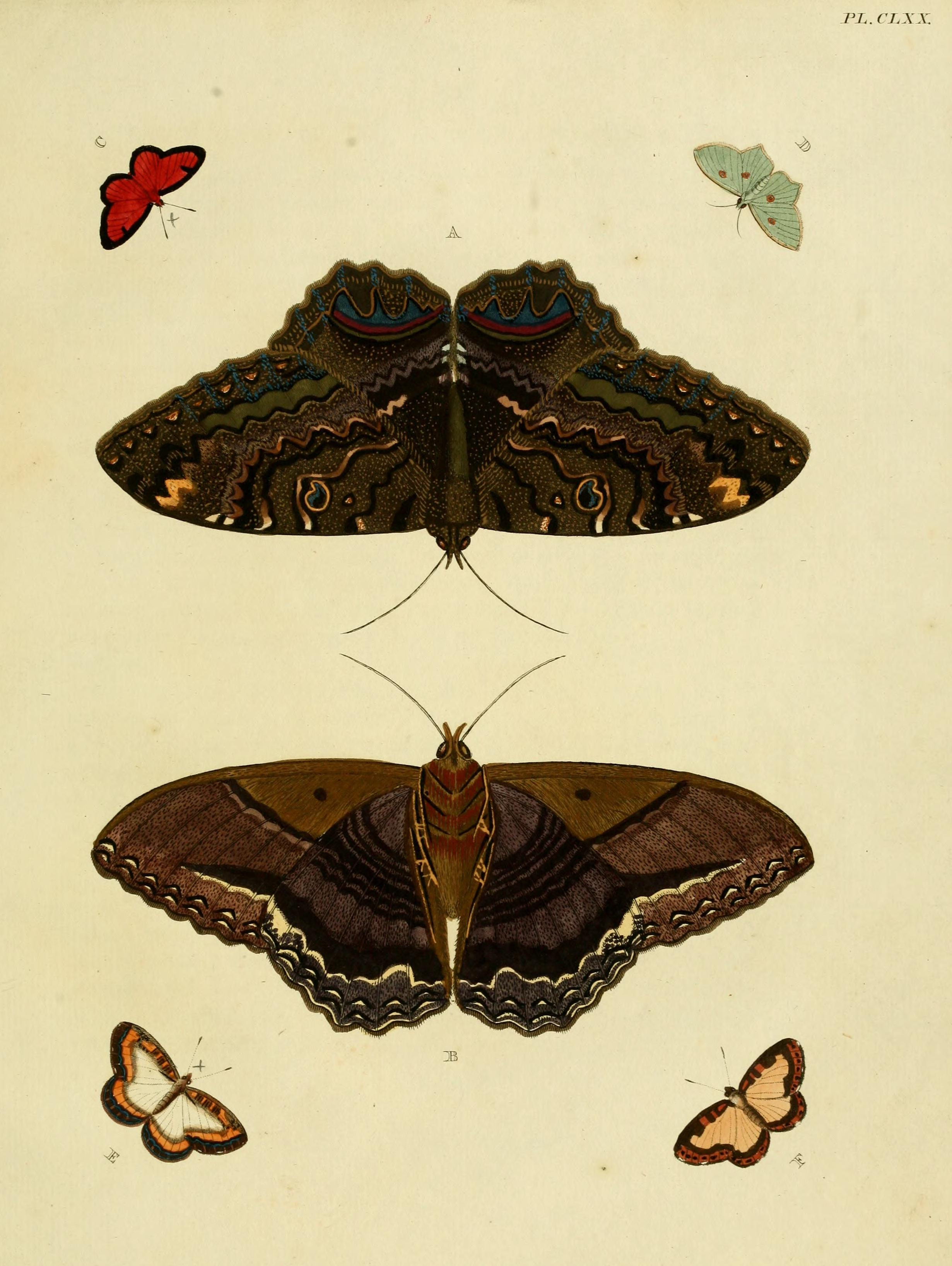
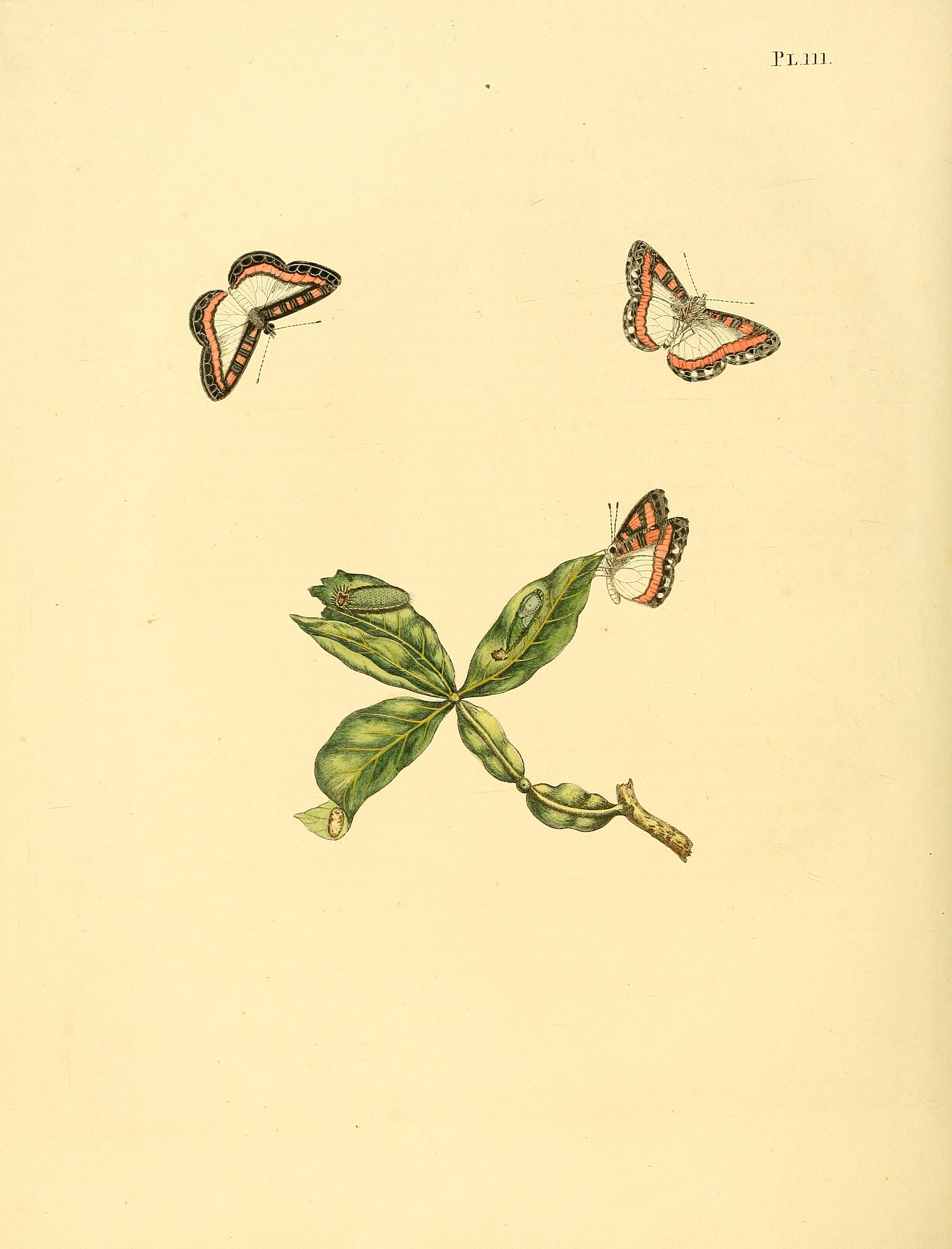